# 633
Раннє Середньовіччя. Триває чума Юстиніана. У Східній Римській імперії продовжується правління Іраклія. Частина території Італії належить Візантії, на решті лежить Лангобардське королівство. Франкське королівство об'єдналося під правлінням Дагоберта I. Іберію займає Вестготське королівство. В Англії триває період гептархії. Авари та слов'яни утвердилися на Балканах. Центр Аварського каганату лежить у Паннонії. У Моравії утворилася перша слов'янська держава Само.
У Китаї триває правління династії Тан. Індія роздроблена. В Японії триває період Ямато. У Персії править династія Сассанідів. Розпочалося становлення ісламу. У степах над Азовським морем утворилася Велика Булгарія.
На території лісостепової України в VII столітті виділяють пеньківську й празьку археологічні культури. У VII столітті продовжилося швидке розселення слов'ян. У Північному Причорномор'ї співіснують різні кочові племена, зокрема кутригури, утигури, сармати, булгари, алани, авари, тюрки.

## Події
- Араби розпочали вторгнення в Сирію та Месопотамію.
- 4-ий Толедський собор проголосив союз між церквою та державою, створення єпископальних шкіл, виборність короля єпископами й магнатами.
- Король франків Дагоберт I уклав угоду з саксами, що зобов'язувала їх захищати Франкське королівство від слов'ян держави Само, замість данини.